# Organización territorial del virreinato de Nueva España
El virreinato de Nueva España fue parte de la Monarquía Española en América del Norte, Centroamérica, Asia y Oceanía. Fue establecido tras la conquista del Imperio azteca, realizada entre 1519 y 1521 por las tropas de Hernán Cortés, por decreto real del rey español Carlos I, del 1 de enero de 1535, aunque la instauración oficial se realizó el 8 de marzo.
La historiografía indica que el virreinato estaba dividido político-administrativamente en reinos, capitanías generales y gobernaciones, aunque esa distinción no es estrictamente acertada. Los reinos fueron los de Nueva España o reino de México (diferente al virreinato en sí), el de Nueva Galicia (fundado en 1531), el de Nueva Vizcaya (1562), el Nuevo Reino de León (1569), el de Santa Fe de Nuevo México (1598), el de Nueva Extremadura (1674) y el de Nuevo Santander (1746). Además hubo seis capitanías: la Capitanía de Guatemala (fundado en 1540), la capitanía general de Santo Domingo (1535), la capitanía general de Yucatán (1565), la capitanía general de las Filipinas (1574), la capitanía general de Puerto Rico (1582) y la capitanía general de Cuba (1777).  Estas subdivisiones territoriales tenían un gobernador y/o capitán general (que en el el Reino de Nueva España era el propio virrey, quien añadía este título a sus otras dignidades). En Guatemala, Santo Domingo y la Nueva Galicia, esos funcionarios fueron nombrados como presidentes gobernadores, dado que encabezaban reales audiencias. Por esa razón, esas audiencias son consideradas como "pretoriales".

## Ámbito territorial

Mapa político del Virreinato de la Nueva España en 1794.

Para 1790 el Virreinato de la Nueva España estaba constituido por los siguientes territorios:
- El actual México;
- El suroeste de Estados Unidos, actuales estados de California, Nevada, Colorado, Utah, Nuevo México, Arizona, Texas, Oregón, Washington;
- El territorio de Nutca, que era la parte costera de la Columbia Británica del actual Canadá;
- La capitanía de Guatemala, comprendida por los actuales países de Guatemala, Belice, Costa Rica, El Salvador, Honduras y Nicaragua y el estado mexicano de Chiapas;
- La capitanía de Cuba, actual Cuba;
- El territorio de la Luisiana española, los estados de Florida, Idaho, Montana, Wyoming, Kansas, Oklahoma y Luisiana en Estados Unidos;
- La capitanía de Santo Domingo, actual República Dominicana;
- La capitanía de Puerto Rico, actuales Puerto Rico, Islas Vírgenes Españolas y Guadalupe;
- Y la capitanía de las Filipinas, comprendiendo las islas Filipinas, Carolinas y Marianas, en el Pacífico asiático.

Desde 1626 hasta 1642 los españoles se establecieron en el norte de Taiwán (llamada por los ibéricos Formosa –isla Hermosa–) y otros asentamientos del sureste asiático.

### Reinos, Capitanías y Gobernaciones
Cuando Carlos I nombró el 17 de abril de 1535 a Antonio de Mendoza y Pacheco  (r. 1535-1550) como primer virrey en América, ya había habido algunos cargos e instituciones en los nuevos territorios del imperio español, en especial los reinos de México y de Nueva Galicia. La estructura político-administrativa es a veces confusa, dada la inexistencia de tradiciones para gobernar un enorme territorio desconocido y muchas veces hostil de lo que llegará a ser uno de los mayores imperios de la historia. Se nombraban cargos —virrey, capitanes generales, gobernadores generales, presidentes...— que conllevaban la existencia de facto de ámbitos territoriales —virreinatos, reinos, provincias, audiencias, capitanías generales— en los que se ejercían las atribuciones de tales nombramientos. Mendoza fue además nombrado Gobernador, Capitán General de Nueva España y Presidente de la Real Audiencia de México, con todas las atribuciones y autoridad inherentes a esos cargos.
El ejercicio de las competencias militares —capitán general—, político-gubernativas —gobernador general responsable de la administración pública (hacendaria y policial)— y justicia —presidente de audiencia— dio lugar a muchos conflictos y continuas adaptaciones y superposiciones, debiendo intervenir el rey —y el Consejo de Indias— para dirimir conflictos entre fuertes personalidades que al estar muy alejadas de la metrópoli muchas veces ejercieron el poder de forma autoritaria y despótica, cuando no claramente corrupta. Cuando el 14 de noviembre de 1535 Mendoza asumió el cargo, el primer conflicto lo tuvo con el propio Hernán Cortés, que al final tuvo que subordinarse a su mandato, y su primer acto fue llamar a México y someter a juicio de residencia al gobernador del reino de la Nueva Galicia Nuño Beltrán de Guzmán (que había sido Presidente de la Primera Audiencia), bajo la acusación de corrupción y maltrato a los naturales. Y como los cargos fuesen plenamente probados Nuño sería enviado preso a Castilla, en 1538. 
La errónea  consideración de una capitanía general como institución de gobierno se debe a la confusión originada a partir de los mapas y cartas náuticas del siglo XVIII, que primaban la denominación militar de capitanía general, y no a la denominación civil de las gobernaciones. De igual modo, a veces se usan las denominaciones de las Reales Audiencias como ámbitos gubernativos, confundiendo el distrito jurisdiccional  de un órgano o tribunal de justicia con el político-administrativo. Al ser práctica común de la monarquía hispánica aunar en la misma persona los tres cargos, a veces se usan de forma no estricta los tres ámbitos. Este extremo es causa de muchos equívocos, ya que algunas audiencias dependían directamente del rey, no de los virreyes, no coincidiendo los tres ámbitos en los que ejercían la autoridad.
| Entidad administrativa                                                                             | Capital | Fundación | Acontecimiento | Depedencias | Correspondencia actual |
| -------------------------------------------------------------------------------------------------- | --- | --------- | --- | --- | --- |
| Reino de México o Reino de México-Temixtitán, Reino de México y Michoacán y Reino de Nueva España. | Ciudad de México                                                                                                   | 1527      | Establecimiento de la Audiencia de México y sucesor de la Gobernación de Nueva España. | Provincias: - México - Tlaxcala - Michoacán o Reino de Michoacán que incluía a Colima. - Puebla de Los Ángeles - Antequera de Oaxaca - Yucatán (originalmente)                 | Actual Ciudad de México y los actuales estados de México, Morelos, Campeche,Guerrero, Puebla, Michoacán, Colima,Hidalgo, Tlaxcala, Oaxaca, Querétaro, San Luis Potosí, Yucatán, Quintana Roo, Veracruz, Tabasco y parte de Jalisco. También el Soconusco y Belice. Llegaba al océano Pacífico y Atlántico. |
| Reino de Nueva Galicia                                                                             | - Santiago de Galicia de Compostela, hoy Tepic (1531) - Compostela de Indias (1540) - Guadalajara de Indias (1560) | 1531      | Campañas privadas de Nuño Beltrán de Guzmán | Provincias: - Xalisco o Nueva Galicia - Nayarit o Nuevo Reino de Toledo - Zacatecas                                                                                            | Jalisco, Nayarit, Aguascalientes,Zacatecas y sur de Sinaloa. |
| Capitanía general de Santo Domingo                                                                 | - Santiago de los Caballeros (1535) - Santo Domingo (1562)                                                         | 1535      | En 1524 fue creada la Real Audiencia de Santo Domingo y se designó un gobernador y capitán general. Al crearse el virreinato novohispano en 1535, La Española se convirtió en una entidad autónoma (Capitanía General de Santo Domingo) que seguiría albergando a la real audiencia homónima                    | Provincias: - Nicaragua (1539) y todas las islas del Caribe. - Trinidad (1591). - Venezuela (1777). - Nueva Andalucía. - Paria. - Margarita. - Puerto Rico (1582).             | Actuales países de Nicaragua, Trinidad y Tobago, Venezuela y el estado asociado de Estados Unidos,Puerto Rico. |
| Capitanía general de Guatemala o Reino de Guatemala                                                | - Santiago de los Caballeros de Guatemala (1542) - Nueva Guatemala de la Asunción (1773)                           | 1542      | Constitución de la Real Audiencia de los Confines de Guatemala y Nicaragua, al promulgarse las Leyes Nuevas de 1542, como la máxima autoridad con funciones de gobierno y justicia, del territorio denominado Reino de Guatemala, posteriormente, capitanía General de Guatemala                                | Provincias: - Guatemala - Las Chiapas - Comayagua (Honduras) - Nicaragua - Cartago o Costa Rica - Baliza                                                                       | Belice, Chiapas (México), Guatemala, El Salvador, Honduras, Nicaragua y Costa Rica. |
| Reino de Nueva Vizcaya o Nueva Vizcaya                                                             | - Guadiana o Durango (1563) - Chihuahua (1792)                                                                     | 1554      | Francisco de Ibarra | Provincia de Nueva Vizcaya | Durango, Coahuila y Sinaloa. |
| Capitanía general de Yucatán o Gobernación de Yucatán                                              | Mérida (1565) | 1565      | Bajo la dependencia directa del rey para asuntos militares y de gobierno; sin embargo, al no contar con una audiencia real, su población debía acudir a la Real Audiencia de México en el Virreinato de Nueva España, o la de su vecina Real Audiencia de Guatemala, para resolver sus controversias jurídicas. | Provincias: - Yucatán - Campeche - Tabasco | Yucatán, Campeche, Quintana Roo y el este de Tabasco. También comprendía el Petén y Belice. |
| Capitanía general de las Filipinas o Reino de Filipinas (Islas de San Lázaro)                      | - Cebú (1565) - Manila (1595)                                                                                      | 1565      | Fundada originalmente como gobernación dependiente del Reino de México y elevada a Capitanía General en en 1574. | Provincias y Comandancias: - Manila - Cebú - Nueva Cáceres (Camarines) - Nueva Segovia (Ilocos) - Palawan - Islas Marianas - Islas Carolinas - Islas Palaos - Islas de Mindoro | Filipinas, Guam, Islas Marianas del Norte, Islas Carolinas y Palaos. |
| Nuevo Reino de la Nueva Navarra                                                                    | - Sinaloa (1565) - Arizpe (1777)                                                                                   | 1565      | | Provincias: - Sinaloa - Nueva Andalucía de Sonora | Sinaloa, Sonora y partes de Chihuahua y Arizona. |
| Nuevo Reino de León                                                                                | - Ciudad de León (1582) - Monterrey (1596)                                                                         | 1582      | Luis de Carvajal y de la Cueva, por concesión del rey Felipe II. | Provincias: - Nuevo Reino de León - Colonia de Nuevo Santander | Nuevo León y Tamaulipas, que se separó en 1786 para formar el reino de Nuevo Santander. |
| Capitanía general de Puerto Rico                                                                   | San Juan | 1582      | Segregada de la Capitanía General de Santo Domingo, aunque seguiría dependiendo de la Real Audiencia de Santo Domingo y del virreinato novohispano. | | Puerto Rico. |
| Gobernación de Nuevo México o Nuevo México de Santa Fé                                             | - San Gabriel de Yunque (1598) - Santa Fe (1610)                                                                   | 1598      | Juan de Oñate durante su expedición, autorizada por Felipe II | Provincia del Nuevo Reino de México. | Nuevo México, Colorado, partes de Texas, Kansas y Oklahoma. |
| Nueva Extremadura o provincia de Coahuila y Nueva Filipinas.                                       | - Nueva Almadén o Santiago de la Monclova (1689)                                                                   | 1689      | Alonso de León, por mandato del virrey Melchor Portocarrero Lasso de la Vega. | Provincia de Coahuila y Nueva Extremadura. | Coahuila y partes de Texas y Nuevo México. |
| Nueva Reino de Filipinas o provincia de los Texas y Nueva Filipinas Nueva.                         | - San Antonio de Bejár (1719)                                                                                      | 1718      | | Provincia de Nueva Filipinas o Provincia de los Texas y Nueva Filipinas Nueva.                                                                                                 | Texas. |
| Gobernación de Las Californias o Las Carolinas                                                     | - Loreto (1697) - Monterrey (1777)                                                                                 | 1697      | Juan María de Salvatierra | Provincias: - California Antigua California - Nueva California | México: Baja California y Baja California Sur. Estados Unidos:California, Arizona, Nevada, Utah y partes de Nuevo México, Colorado, Wyoming, Idaho y Oregón. |
| Nuevo Santander o colonia de Nuevo Santander                                                       | Santander (1746)                                                                                                   | 1746      | José de Escandón, por mandato del virrey Juan Francisco de Güemes | Colonia de Nuevo Santader. | Actual estado de Tamaulipas y partes de Texas. |
| Gobernación y capitanía general de Cuba                                                            | - Santiago de Cuba (1607) - La Habana (1777)                                                                       | 1777      | | Provincias: - Cuba - La Española - Luisiana Española - Florida | Cuba, Republica Dominicana y los estados de Florida, Luisiana y cuenca del Mississippi. |
| Gobernación de Venezuela, Klein-Venedig (Pequeña Venecia) o Welserland                             | - Nueva Augsburgo o Santa Ana de Coro (1527) - El Tocuyo (1545) - Santiago de León de Caracas (1577)               | 1525-1777 | Dependiente de la Gobernación de Tierra Firme del Virreinato Colombino hasta 1525, y a partir de 1528-1546 al de Nueva España a traves de la Audiencia de Santo Domingo y traspasado definitivamente a Nueva Granada en 1777.                                                                                   | Provincias: - Venezuela o Caracas - Cumaná (Nueva Andalucía) - Guyana - Maracaibo - Margarita - Trinidad                                                                       | Venezuela, Guyana y Trinidad y Tobago. |

1. No, confundir las provincias integrantes de los reinos, capitanías o gobernaciones con las gobernaciones, reinos o regiones que se les denominaba "provincia".
2. Diferenciar la Gobernación de Venezuela de la Capitanía General de Venezuela.
3. No confundir con las reformas de la Real Ordenanzas de Intendencias.

Las provincias novohispanas se dividían en corregimientos o señoríos, donde gobernaba un regidor que dependía directamente del rey de España. Los alcaldes mayores, como eran llamados los regidores a diferencia de otros virreinatos, tenían más influencia en su territorio que el propio virrey. En el siglo XVIII alcanzaron tal poder que Carlos III se vio obligado a reducir su alcance en una de las reformas de 1786. Otra de las reformas emprendidas en ese año, fue la creación de dos provincias distintas en el virreinato, a saber la provincia de Oriente (integrada por Nuevo Reino de León, Nuevo Santander, Coahuila y Texas) y la Provincia de Occidente, comprendida a su vez por el reino de México, reino de Nueva Galicia, reino de Yucatán, Nueva Vizcaya, Sinaloa, Sonora y Nuevo México.

## Las Intendencias

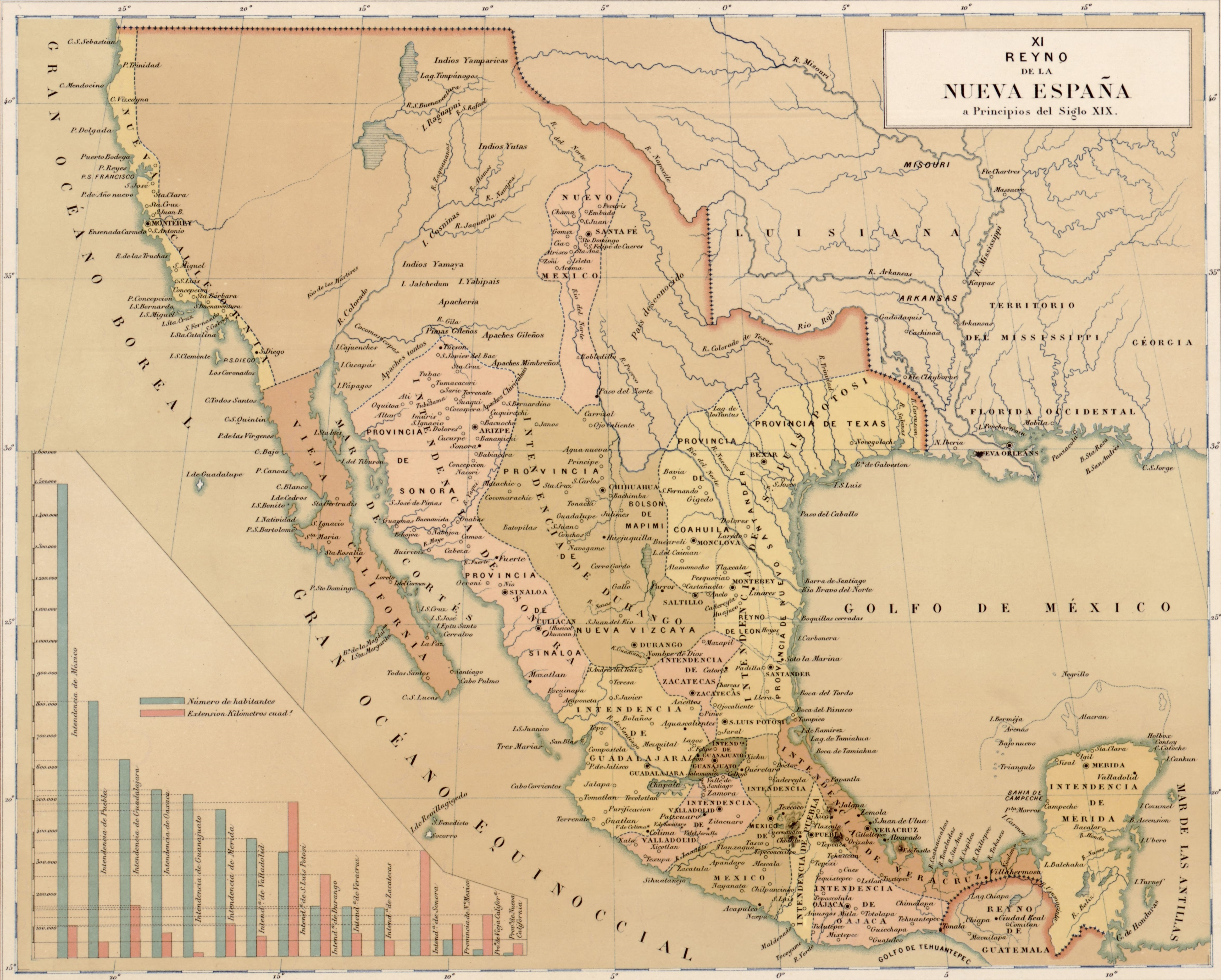
Intendencias y provincias de la Nueva España a principios del.

Como parte de las denominadas reformas borbónicas, el 4 de diciembre de 1786 el rey Carlos III firmó la Real Ordenanza de Intendentes de Ejército y Provincia de Nueva-España que creó doce intendencias en el Virreinato de Nueva España, reemplazando a los corregimientos, alcaldías mayores y otras jurisdicciones. El virrey fue confirmado en todas sus atribuciones, pero debió dejar los asuntos de la Real Hacienda en manos de un superintendente.

Artículo I: A fin de que mi Real voluntad tenga su pronto y debido efecto, mando se divida por ahora en doce Intendencias el distrito de aquel Imperio, sin incluir las Californias, y que en lo sucesivo se entienda por una sola Provincia el territorio ó demarcacion de cada Intendencia con el nombre de la Ciudad que hubiese de ser su Capital, y en que habrá de residir el Intendente, quedando las que en la actualidad se titulan Provincias con la denominacion de Partidos, y conservando estos el nombre que tienen aquellas. Será una de dichas Intendencias la General de Exército y Provincia que se ha de establecer en la Capital de México. Las otras once serán solo de Provincia, y de ellas se habrá de establecer una en la Ciudad de la Puebla de los Angeles; otra en la Ciudad y Plaza de la Nueva-Veracruz; otra en la Ciudad de Mérida de Yucatan; otra en la Ciudad de Antequera de Oaxaca; otra en la Ciudad de Valladolid de Mechoacan; otra en la Ciudad de Santa Fe de Guanaxuato; otra en la Ciudad de San Luis Potosí; otra en la Ciudad de Guadalaxara; otra en la Ciudad de Zacatecas; otra en la Ciudad Durango, y la restante será la que ya se halla establecida en la Ciudad de Arispe, y se extiende á las dos Provincias de Sonora y Sinalóa.

Previamente, el 18 de junio de 1770 se había creado la de Arizpe (o de Sonora y Sinaloa) con un gobernador y un intendente. Fuera de las intendencias quedaron tres provincias. Las funciones de los intendentes (nombrados por el rey) abarcaban los ramos de justicia, hacienda, guerra y policía de provincia.

Artículo VII: Los Gobiernos políticos de la Puebla de los Angeles, de la Nueva-Vizcaya, de Sonora y Sinalóa; los Corregimientos de México y Antequera de Oaxaca, el de Veracruz, que ha de crearse, y las Alcaldías mayores ó Corregimientos de Valladolid, Guanaxuato, San Luis Potosí y Zacatecas, han de ir precisa y respectivamente unidos á las Intendencias que establezco en dichas Capitales y sus Provincias, quedando extinguidos los sueldos que en la actualidad gozan los que sirven algunos de los referidos empleos, y á cargo por ahora del Presidente Regente de la Audiencia de Guadalaxara, el servir aquella Intendencia. Y mando que los Intendentes tengan por consiguiente á su cargo los quatro ramos ó causas dé Justicia, Policía, Hacienda y Guerra, dándoles para ello como lo hago, toda la jurisdicción y facultades necesarias, con respectiva subordinacion y dependencia en quanto corresponda á las dos primeras; los de Arispe y Durango, al Comandante General de sus Provincias; los diez restantes al Virrey, y todos á las Audiencias territoriales (...)

Artículo X: Quedarán existentes los Gobiernos políticos y militares de Yucatan, Tabasco, Veracruz, Acapulco, Nuevo-Reyno de Leon, Nuevo-Santander, Coahuila, Texas y Nuevo-México, y han de continuar por consiguiente con las causas de Justicia y Policía, reunidas al mando militar en sus respectivos territorios ó distritos (...)

Las intendencias solían dividirse en partidos o subdelegaciones que a grandes rasgos se basaban en las alcaldías mayores y corregimientos. 
Sin embargo, había también algunos partidos que se mantenían como alcaldías mayores, corregimientos o gobiernos que solo dependían de la intendencia en el ramo de hacienda. 
Además, había también "partidos" que no tenían subdelegados sino que se gobernaron por sus cabildos alcaldes que asumían las funciones de subdelegado o que dependían de un subdelegado en el ramo de hacienda, mientras que para los demás asuntos el distrito era inmediatamente sujeto al corregidor o gobernador intendente.
En las intendencias de las Provincias Internas (Arizpe; Durango; menos en San Luis Potosí) se mantenían las tradicionales estructuras de jurisdiccione en mayor medida, complementadas por autoridades militares. 
La mayor parte de las intendencias y sus subdelegaciones empezaron a funcionar a partir de 1787, siguiendo a grandes rasgos el plan original de la reforma elaborado por Gálvez.
En algunos casos, los antiguos corregidores solo se remplazaron a principios de la década siguiente. En algunas intendencias, la división en partidos sufrió ciertos cambios antes de la independencia.
La organización territorial hasta la época constitucional de Cádiz era la siguiente (se marcan con # aquellas jurisdicciones y provincias que solo dependían de la intendencia en el ramo de hacienda.)
- Corregimiento-Intendencia de México (o superintendencia):

- Ciudad de México (capital)
- Mexicaltzingo
- Coatepec
- Chalco
- Xochimilco
- Tenango del Valle
- Lerma
- Metepec
- Ixtlahuaca
- Tacuba
- Cuautitlán
- Zumpango
- San Cristóbal Ecatepec
- Texcoco
- Apan
- Otumba
- Teotihuacán
- Tetepango
- Actopan
- Pachuca
- Zempoala
- Tulancingo
- Metztitlán
- Yahualica
- Huejutla
- Ixmiquipan
- Zimapan
- Cadereyta
- Huichapan
- Temascaltepec
- Malinalco
- Taxco
- Zacualpan
- Tetela del Río
- Tixtla
- Chilapa
- Zacatula
- hasta 1792 Igualapa, --> pasa a la intendencia de Puebla
- hasta 1792 Tlapa, --> pasa a la intendencia de Puebla
- 1793 Cuautla-Amilpas, incorporado de la intendencia de Puebla
- # Cuernavaca (Alcaldía mayor del Marquesado del Valle)
- # Toluca (Corregimiento del Marquesado del Valle)
- # Coyoacán (Corregimiento del Marquesado del Valle)
- # Tula (Alcaldía mayor del Ducado de Atlixco)
- # Querétaro (Corregimiento)
- # Acapulco (Gobierno)

- Capitanía General-Intendencia de Mérida de Yucatán:

- Mérida (capital)
- Hunucmá/Camino Real Bajo
- Calkini/Camino Real Alto
- Campeche
- Bolonchen Cauich
- Sahcabchen
- Sierra (a partir de 1802: Sierra Alta)
- 1802 Sierra Baja, formado de la Sierra
- La Costa
- Sotuta/Beneficios Bajos
- Tihosuco/Beneficios Altos
- Valladolid
- Tizimín
- Presidio de San Felipe de Bacalar (Gobierno nominal)
- # Presidio del Carmen/Laguna de Términos (Gobierno)
- # Tabasco (Gobierno)

- Gobernación-Intendencia de Puebla:

- Puebla (Capital)
- Amozoc
- Totomehuacán
- Huayacocotla
- Zacatlán
- Zeziutlán
- Tetela y Jonotla
- San Juan de los Llanos
- Tehuacán
- Tecali
- Tepexi de la Seda
- Acatlán
- Chiautla
- Izúcar
- Chietla (se ordenó su agregación a Izúcar, pero hasta 1795 seguía siendo Corregimiento y luego era subdelegación)
- Huejotzingo
- Cholula
- hasta 1793 Cuautla-Amilpas,  pasa a la intendencia de México
- 1792 Tochimilco, separado de Cuautla-Amilpas; sigue en la intendencia de Puebla
- 1792 Igualapa, incorporado de la intendencia de México
- 1792 Tlapa, incorporado de la intendencia de México
- # Huauchinango (Alcaldía mayor del Ducado de Atlixco)
- # Atlixco (Alcaldía mayor del Ducado de Atlixco)
- # Tepeaca (Alcaldía mayor del Ducado de Atlixco)
- # Tlaxcala (Gobierno; en 1793 independiente de la intendencia totalmente, también en asuntos de hacienda)

- Corregimiento-Intendencia de Oaxaca:

- Antequera (capital)
- Teotitlán del Valle
- Huejolotitlán
- Nochixtlán
- Zimatlán
- Teozacoalco
- Miahuatlán
- 1795 Huatulco y Huamelula, separado de Miahuatlán, aunque posiblemente nunca se había producido una unión
- Jamiltepec
- Teposcolula
- Huajuapan
- Teotitlán del Camino
- Teutila
- Villa Alta
- Nejapa
- 1793 Chontales, separado de Nejapa
- Tehuantepec
- # Cuatro Villas (Alcaldía mayor del Marquesado del Valle)
- # Jalapa del Marqués (Alcaldía mayor del Marquesado del Valle)
- # Ixtepeji (Alcaldía mayor del Ducado de Atlixco)

- Gobernación-Intendencia de Veracruz:

- Veracruz (capital)
- Acayuca
- Cosamaloapan
- Córdoba
- Orizaba
- La Antigua/Misantla
- 1803-1806 Misantla (entre esas fechas, puede haber habido dos jurisdicciones enteramente separadas; la literatura es confusa al respecto)
- Xalapa
- Jalacingo
- Papantla
- Pánuco/Tampico
- # Tuxtla y Cotaxtla (Alcaldía mayor del Marquesado del Valle)

- Corregimiento-Intendencia de Guanajuato: En esta intendencia, subdelegaciones solían ejercerse sobre jurisdicciones/partidos civiles, en las que sus competencias se reducían al ramo de hacienda

- Guanajuato (capital)

- Partido de Irapuato
- 1808 Silao, separado de Guanajuato

- Villa de León
- 1793 Pénjamo, antes era partido de Villa de León
- 1793 Piedragorda, antes era partido de Villa de León
- Celaya

- Partido de Acámbaro
- Partido de Salvatierra
- Partido de Yurirapúndiro

- 1808 Salamanca, antes era partido de Celaya
- Dolores
- San Miguel

- Partido de San Felipe

- San Luis de la Paz

- Corregimiento-Intendencia de Valladolid de Michoacán (las subdelegaciones en las antiguas tenencias de Valladolid/Pátzcuaro (marcadas :* ) solo empezaron a instalarse a partir de 1788, en un proceso que duró hasta ca 1793)

- Valladolid (capital)
- Pátzcuaro:* (1790)
- Huetamo
- Apatzingán
- Coayahuana/Motines (1792); en la reforma originalmente unido con Apatzingán, pero luego se erigió en subdelegación aparte
- Ario
- Caracuaro
- Maravatío
- Tlalpujahua
- Zinapécuaro (1792, separado de Tlalpujahua)
- Indaparapeo:* (1787); en 1801 unido a Zinapécuaro
- Tiripetío:* (1788)
- Tacambaro:* (1788)
- Santa Clara de los Cobres:* (1788); en 1807 unido a Pátzcuaro
- Erongaricuaro:* (1788); en 1807 unido a Pátzcuaro
- Cucupao:* (1788); en 1807 unido a Pátzcuaro
- Urecho:* (1787)
- Taretán:* (1787)
- Uruapan:* (1788)
- Paracho:* (1791)
- Huaniqueo:* (1788)
- Cuitzeo de la Laguna
- Chucandiro:* (1788); en 1804 unido a Cuitzeo
- Huango:* (1787); en 1804 unido a Cuitzeo
- Tlazazalca
- Zamora (1789); en la reforma originalmente unido con Tlazazalca, pero luego se erigió en subdelegación aparte
- Puruandiro:* (1792)
- Angamacutiro:* (1792) En 1806 unido a Puruandiro
- Jiquilpan/Tinguindín
- hasta 1795 Colima --> pasa a la intendencia de Guadalajara en 1795 
- # Charo (Corregimiento del Marquesado del Valle)

- Corregimiento-Intendencia de San Luis Potosí Dividida entre ambas audiencias:

- San Luis Potosí (capital)
- Rioverde
- Santa María del Río
- Valle de San Francisco; en 1792 unido a Santa María del Río
- Guadalcázar
- Valles
- Venado
- Salinas
- Charcas
- Catorze:* (partido de Charcas durante partes de la década de 1790)
- # Colonia de Nuevo Santander
- # Nuevo Reino de León
- # 1790 Coahuila
- # 1790 Parras (--> de la intendencia de Durango; se agrega  al gobierno de Coahuila en lo político, pero como subdelegación inmediatamente sujeta a intendencia de San Luis Potosí)
- # después de 1803 Saltillo, separado de Parras
- # 1790 Texas

- Gobernación-Intendencia de Guadalajara:

- Guadalajara (capital)
- Tonalá
- Tlaxomulco y Caxititlán
- Talá
- Tequila
- La Barranca
- Acaponeta
- Senticpac
- Tepic
- Tequepespan y Santa María del Oro
- Hostotipaquillo
- Etzatlán
- Ahuacatlán y Xala
- Hostotipac
- Guachinango
- Tomatlán
- Autlán
- Tuxcacuesco/Amula
- Zapotlán
- Sayula
- La Barca
- Tepactitlán
- Cuquio
- Lagos
- hasta 1804 Aguascalientes --> pasa a la intendencia de Zacatecas
- 1789-1804 Juchipila, separado de Aguascalientes; --> pasa a la intendencia de Zacatecas
- 1795 Colima --> de la intendencia de Valladolid
- # Bolaños (Corregimiento)
- # ca 1796-1799 Nayarit y Colotlán (Gobierno) A partir de 1799, Bolaños y el gobierno de Nayarit-Colotán se gobernaron en unión personal
- # (Departamento de marina de San Blas); había continuas querelas sobre la autoridad del intendente en lo de hacienda

- Corregimiento-Intendencia de Zacatecas:

- Zacatecas (capital)
- Sierra de Pinos
- Jerez
- Fresnillo
- Mazapil
- Sombrerete
- ca 1796 Nieves, separado de Sombrerete
- 1804 Aguascalientes, incorporado de la intendencia de Guadalajara
- 1804 Juchipila, incorporado de la intendencia de Guadalajara

- Gobernación-Intendencia de Arizpe o de Sonora y Sinaloa (creada en 1770), con división interna primitiva en jurisdicciones

- provincia de Sonora:

- Arizpe (capital)/Sonora propia/Opatería
- Batuco
- Oposura
- Valle de Sonora
- Fronteras (presidio)
- Bacoachi
- Bavispe
- Cucurpe
- Cieneguilla/Pimería alta (Subdel)
- Santa Ana
- Santa Cruz (presidio)
- Tucson(presidio)
- ca 1800  Tubac (presidio), separado de Tucson
- Altar(presidio)
- Aigame/Pimería Baja (Subdel) (a veces, la subdelegación se basó en San Antonio de la Huerta)
- San Antonio de la Huerta
- Ures
- Horcasitas
- Nacameri
- Buenavista
- Matape

- Prov Ostimuri:

- Ostimuri (Subdel)

- provincia de Copala:

- Copala (Subdel)
- Presidio de Mazatlán

- provincia de Sinaloa:

- Sinaloa (Subdel)
- San Benito
- El Fuerte (Subdel)
- Álamos (Subdel)

- provincia de Culiacán:

- Culiacán (Subdel)
- Badiraguato
- Cosalá (Subdel)

- provincia de Rosario:

- Rosario (Subdel)
- Maloya (Subdel)

- Gobernación-Intendencia de Durango (los presidios solo ocasionalmente figuran como subdelegaciones):

- Durango (capital)
- Nombre de Dios
- Mezquital
- Guarisamey
- (Basís En 1789 ya unido a Guarisamey)
- 1808, ca Gavilanes, separado de Guarisamey
- 1808, ca Tayoltita, separado de Guarisamey
- 1808, ca San Dimas, separado de Guarisamey
- 1808, ca Ventanas, separado de Guarisamey
- San Andrés de la Sierra
- Ciánori (en 1803 unido a Tamazula)
- 1799, ca Tamazula, separado de Ciánori, luego en 1803 reunido con Tamazula como capital
- 1803, ca Canelas, separado de Ciánori/Tamazula
- Santiago Papasquiaro
- 1799, ca-1808 Santa Catalina Tepehuanes, antes y después partido de Santiago Papasquiaro
- San Juan del Río
- 1796 Canatlán, separado de San Juan del Río
- 1808 Coneto, separado de San Juan del Río
- Cuencamé
- Real del Oro
- 1799 Indé, antes partido de Real del Oro
- Guanaceví
- San Pedro del Gallo
- Mapimí
- Cerro Gordo
- Conchos
- Guajoquilla (presidio)
- Santa Bárbara
- Parral
- Ciénega de los Olivos
- Batopilas
  - Topago; partido de Batopilas, en ocasiones (1787; 1798-1801; 1803-1806) aparece como subdelegación propia

- Cosiguriachi
- ca 1791 Basuchil y Papigochic, separado de Cosiguriachi En ocasiones volvió a ser partido de Cosiguriach (~1796-1802)
- Valle de San Buenaventura
- Chihuahua (hasta 1793 corregimiento dependiente solo en el ramo de hacienda)
- 1793 Babonoyaba, antes tenientazgo de Chihuahua
- 1793 Julimes, antes tenientazgo de Chihuahua
- 1793 San Gerónimo, antes tenientazgo de Chihuahua
- 1793 Santa Isabel, antes tenientazgo de Chihuahua
- hasta 1790 (Parras y Saltillo) --> pasa a la intendencia de San Luis Potosí; nunca se concibió como parte de la intendencia de Durango, pero seguía siendo parte de la provincia de Nueva Vizcaya hasta 1790
- Presidio de Janos
- Presidio de San Buenaventura - aparte de la jurisdicción civil
- Presidio de San Gerónimo - aparte de la jurisdicción civil
- Presidio de Carrizal
- Presidio de San Elizario
- Presidio de El Príncipe
- Presidio de El Norte
- Presidio de San Carlos
- Namiquipa (presidio volante)

Sin intendencia, bajo dependencia del virrey quedaron los gobiernos de:
- Gobierno de las Californias, dividido en 1804 en dos: gobierno de Alta California y gobierno de Baja California
- Gobierno de Nuevo México: con los presidios de Santa Fe (1693) y El Paso del Río del Norte.[19]
- 1793 Gobierno de Tlaxcala: se separó de la Intendencia de Puebla mediante la Real Orden del 2 de marzo de 1793.
- hasta 1796 Nayarit-Colotlán. Luego dependió de la intendencia de Guadalajara.

El 17 de marzo de 1787 el rey dispuso la creación de la Intendencia de Sinaloa, separándola de la Arispe, nombrando al coronel Agustín de las Cuentas Zayas como gobernador intendente, pero una real orden del 30 de julio de 1789 anuló esa creación. En 1813 fue creada la Intendencia de Saltillo, pero no llegó a ser puesta en vigencia.
En las capitanías generales nominalmente dependientes del virreinato de Nueva España: Capitanía General de Guatemala, Capitanía General de Puerto Rico y Capitanía General de Cuba, también se aplicó el sistemas de intendencias. En la Capitanía General de las Filipinas el proyecto de creación de las intendencias no llegó a aplicarse, tampoco en la Capitanía General de Santo Domingo.
| Provincia o Capitanía              | Intendencia                                | Capital                                     | Fecha de Creación        | Acontecimiento Histórico                                                                                                | Correspondencia actual                                                                           |
| ---------------------------------- | ------------------------------------------ | ------------------------------------------- | ------------------------ | --- | ------------------------------------------------------------------------------------------------ |
| Provincia de Nueva España (México) | Intendencia de México                      | Ciudad de México                            | 1786                     | Implementación de las Reformas Borbónicas para centralizar el poder.                                                    | Ciudad de México, Estado de México, Morelos, Hidalgo, Querétaro y partes de Veracruz y Guerrero. |
| Provincia de Nueva España (México) | Intendencia de Puebla                      | Puebla de los Ángeles                       | 1786                     | Reorganización administrativa para mejorar la recaudación fiscal.                                                       | Puebla, Tlaxcala y partes de Veracruz y Guerrero.                                                |
| Provincia de Nueva España (México) | Intendencia de Oaxaca                      | Antequera de Oaxaca                         | 1786                     | Modernización administrativa y fortalecimiento del control regional.                                                    | Oaxaca                                                                                           |
| Provincia de Nueva España (México) | Intendencia de Veracruz                    | Veracruz                                    | 1786                     | Mejora en la administración portuaria y fiscal.                                                                         | Veracruz                                                                                         |
| Provincia de Nueva España (México) | Intendencia de Mérida de Yucatán           | Mérida                                      | 1786                     | Reorganización territorial en una región estratégica.                                                                   | Yucatán, Campeche,Quintana Roo y Belice.                                                         |
| Provincia de Nueva España (México) | Intendencia de Valladolid de Michoacán     | Valladolid de Michoacán (hoy Morelia)       | 1786                     | Consolidación del control administrativo en Michoacán.                                                                  | Michoacán, partes de Colima, Guanajuato y Guerrero.                                              |
| Provincia de Nueva España (México) | Intendencia de Guadalajara                 | Guadalajara                                 | 1786                     | Fortalecimiento del control en Nueva Galicia.                                                                           | Jalisco, Colima, Nayarit y partes de Zacatecas.                                                  |
| Provincia de Nueva España (México) | Intendencia de Guanajuato                  | Guanajuato                                  | 1786                     | Creación de una estructura fiscal eficiente en una región minera.                                                       | Guanajuato, parte de la sierra de Querétaro.                                                     |
| Provincia de Nueva España (México) | Intendencia de San Luis Potosí             | San Luis Potosí                             | 1786                     | Reorganización territorial en una región estratégica.                                                                   | San Luis Potosí, Coahuila, Nuevo León, Tamaulipas y Texas.                                       |
| Provincia de Nueva España (México) | Intendencia de Durango                     | Durango                                     | 1786                     | Consolidación del control en el norte de Nueva Vizcaya.                                                                 | Durango, parte de Chihuahua.                                                                     |
| Provincia de Nueva España (México) | Intendencia de Zacatecas                   | Zacatecas                                   | 1786                     | Mejora en la administración minera.                                                                                     | Zacatecas.                                                                                       |
| Provincia de Nueva España (México) | Intendencia de Sonora y Sinaloa            | Arizpe                                      | 1786                     | Control estratégico en el noroeste de Nueva España.                                                                     | Sonora, Sinaloa y partes de Arizona (Estados Unidos).                                            |
| Provincia de Nueva España (México) | Nuevo México                               | Santa Fe                                    | 1693                     | Mantenimiento como provincia estratégica.                                                                               | Nuevo México (actual estado de Estados Unidos)                                                   |
| Provincia de Nueva España (México) | Gobierno de Alta California                | Monterrey                                   | 1804                     | Administración especial debido a su aislamiento.                                                                        | California (Estado Unidos)                                                                       |
| Provincia de Nueva España (México) | Gobierno de Baja California                | Loreto                                      | 1804                     | Administración especial debido a su aislamiento.                                                                        | Baja California, Baja California Sur, California (Estados Unidos)                                |
| Provincia de Nueva España (México) | Intendencia de Saltillo                    | Saltillo                                    | 1813 (No entro en vigor) | Control estratégico en el noreste de Nueva España para las provincias de Coahuila, Nuevo León, Texas y Nuevo Santander. | Coahuila y Texas (Estados Unidos).                                                               |
| Provincia de Nueva España (México) | Intendencia de Sinaloa                     | Sinaloa                                     | 1787-1789                | Fortalecimiento de la defensa territorial en el norte.                                                                  | Sinaloa.                                                                                         |
| Provincia de Nueva España (México) | Intendencia de las Californias             | Vieja California, Nueva California y Sonora | 1769                     | Fortalecimiento de la defensa territorial en el norte.                                                                  | No se implemento.                                                                                |
| Capitanía General de Guatemala     | Intendencia de Guatemala                   | Ciudad de Guatemala                         | 1786                     | Fortalecimiento del control regional en El Salvador.                                                                    | Guatemala y la región del Soconusco del actual estado de Chiapas.                                |
| Capitanía General de Guatemala     | Intendencia de San Salvador                | San Salvador                                | 1786                     | Mejora en la administración territorial en Honduras.                                                                    | El Salvador.                                                                                     |
| Capitanía General de Guatemala     | Intendencia de Comayagua                   | Comayagua                                   | 1786                     | Centralización administrativa en Nicaragua.                                                                             | Honduras.                                                                                        |
| Capitanía General de Guatemala     | Intendencia de Nicaragua                   | León                                        | 1786                     | Reorganización territorial en Chiapas.                                                                                  | Nicaragua                                                                                        |
| Capitanía General de Guatemala     | Intendencia de Ciudad Real de Chiapas      | Ciudad Real de Chiapas                      | 1786                     | Modernización administrativa en Cuba.                                                                                   | Chiapas y partes de Guatemala.                                                                   |
| Capitanía General de Cuba          | Intendencia de La Habana                   | La Habana                                   | 1786                     | Fortalecimiento del control en Oriente de Cuba.                                                                         | Cuba.                                                                                            |
| Capitanía General de Cuba          | Intendencia de Santiago de Cuba            | Santiago de Cuba                            | 1786                     | Administración especial debido a su carácter estratégico.                                                               | Oriente de Cuba.                                                                                 |
| Capitanía General de Cuba          | Intendencia de Puerto Príncipe de Camaguey | Puerto Príncipe                             | 1786                     | Creada para administrar la región central de Cuba.                                                                      | Centro de Cuba.                                                                                  |
| Capitanía General de Filipinas     | Intendencia de Manila                      | Manila                                      | 1784-1787                | Mantenimiento como Capitanía General.                                                                                   | Filipinas.                                                                                       |
| Capitanía General de Filipinas     | Intendencia de Iloilo                      | Iloílo                                      | 1784-1787                | Mantenimiento como Capitanía General.                                                                                   | Provincia de Iloílo.                                                                             |
| Capitanía General de Filipinas     | Intendencia de Nueva Cáceres de Camarines  | Nueva Cáceres                               | 1784-1787                | Mantenimiento como Capitanía General.                                                                                   | Provincia de Camarines Norte y Sur.                                                              |
| Capitanía General de Filipinas     | Intendencia de Ciudad Fernandina de Vigán  | Vigán                                       | 1784-1787                | Mantenimiento como Capitanía General.                                                                                   | Provincia de Ilocos Norte y Sur.                                                                 |
| Capitanía General de Filipinas     | Intendencia de Cebú                        | Cebú                                        | 1784-1787                | Mantenimiento como Capitanía General.                                                                                   | Provincia de Cebú.                                                                               |
| Capitanía General de Puerto Rico   | Intendencia de San Juan de Puerto Rico     | San Juan                                    | 1811                     | Mantenimiento como Capitanía General.                                                                                   | Puerto Rico.                                                                                     |

## Las diputaciones provinciales

Mapa político del Virreinato de la Nueva España en 1819.

La Constitución de Cádiz sancionada en marzo de 1812 dividió el virreinato en provincias gobernadas por jefes políticos superiores, mencionando que el territorio español era: en la América septentrional: Nueva España con la Nueva Galicia y península de Yucatán, Guatemala, provincias internas de Oriente, provincias internas de Occidente, isla de Cuba con las dos Floridas, la parte española de la isla de Santo Domingo y la isla de Puerto Rico con las demás adyacentes a éstas y al continente en uno y otro mar. En el artículo 11 señalaba que: Se hará una división más conveniente del territorio español por una ley constitucional, luego que las circunstancias políticas de la Nación lo permitan.
Otros artículos establecían:

Art. 324. El gobierno político de las provincias residirá en el jefe superior, nombrado por el Rey en cada una de ellas.

Art. 325. En cada provincia. habrá una diputación llamada provincial, para promover su prosperidad, presidida por el jefe superior.

Art. 326. Se compondrá esta diputación del presidente, del intendente y de siete individuos elegidos en la forma que se dirá, sin perjuicio de que las Cortes en lo sucesivo varíen este número como lo crean conveniente, o lo exijan las circunstancias, hecha que sea la nueva división de provincias de que trata el artículo 11.

El 23 de mayo de 1812 las Cortes sancionaron la Instrucción conforme á la cual deberán celebrarse en las provincias de ultramar las elecciones de diputados de Cortes para las ordinarias del próximo año, que en su primer artículo expresaba:

Artículo 1.º Se formará una Junta preparatoria para facilitar la elección de los Diputados de Cortes para las ordinarias del año próximo de 1813 en las capitales siguientes: México, capital de Nueva España; Guadalajara, capital de la Nueva Galicia; Mérida, capital de Yucatan; Guatemala, capital de la provincia de este nombre; Monterrey, capital de la provincia del Nuevo Reino de León, una de las cuatro internas del Oriente; Durango, capital de la Nueva Vizcaya, una de las provincias internas de Occidente ...

Otro decreto expresaba:

Artículo 1.º Mientras no llegue el caso de hacerse la conveniente división del territorio español, de que trata el artículo 11, habrá Diputaciones provinciales en (...) Y en Ultramar las habrá en cada una de las provincias que expresamente se nombran en el artículo 10 de la Constitución, y además por ahora en (...) y en la América Septentrional, en Nueva-España la de San Luis Potosí, a que se agregue Guanaxuato; en Goatemala otra que se fixará en León de Nicaragua con la provincia de Costa-Rica, y en la Isla de Cuba otra en Santiago de Cuba.

La constitución fue promulgada y jurada en Nueva España el 30 de septiembre de 1812 por el virrey Venegas, instaurando la libertad de imprenta, la elección democrática de los ayuntamientos constitucionales y en cada provincia una diputación provincial, que eran cuerpos colegiados gubernativos autónomos. Sin embargo, declaró el estado de sitio y algunas reformas no se implementaron. Las provincias en quedó dividido el ex virreinato fueron las siguientes:
- Provincia de Nueva España: (instalada el 7 de julio de 1814) con capital en la Ciudad de México, comprendía las provincias de México, Michoacán, Oaxaca, Veracruz, Puebla, Tlaxcala, Querétaro, San Luis Potosí, Guanajuato.
- Provincia de Nueva Galicia: (instalada el 20 de septiembre de 1813) con capital en Guadalajara, comprendía las provincias de Jalisco, Colima, Nayarit, Zacatecas.
- Provincia de Yucatán: (instalada el 23 de abril de 1813) con capital en Mérida, comprendía las provincias de Yucatán, Campeche, Tabasco.
- Provincias Internas de Oriente: con capital en Monterrey, comprendía las provincias de Nuevo León, Coahuila, Nuevo Santander, Texas.
- Provincias Internas de Occidente: con capital en Durango, comprendía las provincias de Chihuahua, Sinaloa, Sonora, Nuevo México, las Californias.[21]
- Provincia de Guatemala que comprede Guatemala, San Salvador, Honduras, Chiapas. Incluye inicialmente Nicaragua y Costa Rica.

A las 6 provincias mencionadas en la constitución y la instrucción fue agregada la de San Luis Potosí mediante un decreto del 1 de mayo de 1813, separando de la de Nueva España las provincias de San Luis Potosí y Guanajuato. A las seis provincias enumeradas en la constitución española se suman posteriormente en América septentrional:
- Provincia de San Luis Potosí: con capital en San Luis Potosí, comprendía las provincias de San Luis Potosí y Guanajuato.
- Provincia de Nicaragua y Costa Rica: comprendía los territorios actuales de Nicaragua y Costa Rica.
- Provincia de Comayagua, aproximadamente la actual Honduras.
- Provincia de Chiapas, en la que se incluía el Soconusco.

Cada provincia quedó en independencia del jefe político superior de México, aunque este continuaba siendo capitán general. Cuando Félix María Calleja asumió el 4 de mayo de 1813 como capitán general, remplazando al virrey Venegas, intentó retener preeminencia sobre los jefes de las demás provincias, por lo que el 19 de mayo de 1814 pidió a sus asesores que dictaminaran sobre su jurisdicción, pero antes de que lo hicieran recibió la noticia de la restauración del absolutismo en España. El 4 de mayo de 1814 el rey Fernando VII declaró nula la Constitución de Cádiz y se restableció el Virreinato de Nueva España el 11 de agosto de 1815, disolviendo las diputaciones provinciales.
El 7 de marzo de 1820, debido a la revolución liberal en España, se volvió al sistema de 1812, restableciendo la Constitución de Cádiz y el virreinato desapareció definitivamente el 31 de mayo de 1820 al ser jurada por el virrey Juan Ruiz de Apodaca, quien pasó a ser jefe político superior de la Provincia de Nueva España, restablecida junto a las otras cinco diputaciones provinciales entre agosto y noviembre de 1820. 
El 6 de noviembre de 1820 fue creada la Provincia de Valladolid, integrada por las provincias de Michoacán y Guanajuato, la cual fue instalada el 10 de febrero de 1821. A la vez, la provincia de Zacatecas pasó a la jurisdicción de la diputación provincial de San Luis Potosí.
El 8 de mayo de 1821 fue decretado que cada intendencia americana tuviera una diputación provincial, pero su instrumentación en Nueva España se realizó en febrero de 1822 cuando México ya era independiente. Estas nuevas provincias, con sus diputaciones provinciales, eran: Puebla, Veracruz, Michoacán, Oaxaca, Querétaro.
El último jefe político superior de Nueva España (no virrey, cargo que ya no existía) fue Juan O'Donojú, cuya autoridad cesó al consumar Agustín de Iturbide (futuro Agustín I) la independencia de México, el 27 de septiembre de 1821.
En 1823 se habían instalado diputaciones en las provincias de: Chiapas, Chihuahua, Coahuila, Durango, Guadalajara, Guanajuato, México, Michoacán, Nuevo León, Nuevo México, Nuevo Santander, Oaxaca, Puebla, Querétaro, San Luis, Sonora y Sinaloa, Tabasco, Texas, Tlaxcala, Veracruz, Yucatán y Zacatecas.

## Organización eclesiástica
Como consecuencia del descubrimiento de Yucatán por Francisco Hernández de Cordóba en 1517, el gobernador de Cuba Diego Velázquez, solicitó al emperador Carlos V la creación de un obispado; este peticionó al papa León X quien erigió la Diócesis Carolense (por el nombre del emperador) por medio de la bula Sacri Apostolatus Ministerio del 24 de enero de 1518. La bula dejó que el emperador fijara los límites de la diócesis, quien la situó en Yucatán. Sin embargo los españoles no pudieron hacer pie en el territorio y el obispo designado no pudo asumir. El 13 de octubre de 1525 el papa Clemente VII por medio de la bula Devotionis tuae probate sinceritas la trasladó a Tlaxcala en el centro de México. Por Real Cédula del 19 de septiembre de 1526, Carlos V fijó los límites de la diócesis que tomó el nombre de Obispado de Yucatán y Santa María de los Remedios:

La Provincia de Tlaxcalteche inclusive y San Juan de Ulúa, que confina con aguas vertientes hasta llegar a Matlatla inclusive y la Villa Rica de la Veracruz y la Villa de Medellín, con todo lo de Tabasco y desde el Río Grijalva hasta llegar a Chiapas.

La sede estuvo en Tlaxcala hasta el 3 de octubre de 1539 fecha en la que pasó a Puebla, lo que fue confirmado mediante la Real Cédula del 6 de junio de 1543. 
En 1530 se creó la Diócesis de México.
En 1535 fue erigida la Diócesis de Oaxaca o Antequera, al año siguiente la de Michoacán y en 1539 la de Chiapas.
Hasta el 12 de febrero de 1546, fecha en que se erigió la Archidiócesis de México por medio de la bula Super universæ orbis ecclesiæ, las cinco diócesis novohispanas eran sufragáneas de la Arquidiócesis de Sevilla. Desde ese momento quedaron como sufragáneas de México las diócesis de Oaxaca o Antequera, Michoacán, Diócesis de Chiapas (en Ciudad Real), Tlaxcala-Puebla y Santiago de Guatemala (erigida el 18 de diciembre de 1534).
En 1548 fue creada la Diócesis de Guadalajara (primero en Compostela) y en 1561 la de Yucatán.
En 1559 fue erigida la Diócesis de Verapaz en Guatemala, como sufragánea de México, pero fue suprimida en 1608.
El 6 de febrero de 1579 fue erigida la Diócesis de Manila en las Filipinas, como sufragánea de la de México, pero en 1595 fue elevada a archidiócesis metropolitana.
En 1620 fue erigida la Diócesis de Nueva Vizcaya en Durango, mientras que la Diócesis de Comayagua, erigida en 1531 en Trujillo, no ocupada y reerigida en 1539, trasladada a Comayagua en 1561, pasó a ser sufragánea de México (antes era de Santo Domingo).
En 1647 la Diócesis de León en Nicaragua pasó a ser sufragánea de la de México, antes había sido de la de Lima.
En 1743 Guatemala fue elevada a archidiócesis metropolitana, pasando a ser sus sufragáneas las diócesis de León en Nicaragua, Comayagua y Chiapas.
El 15 de diciembre de 1777 se creó la Diócesis de Linares o Monterrey en Nueva León y el 7 de mayo de 1779 fue creada la de Sonora.
La Provincia Eclesiástica de México quedó así constituida por la Arquidiócesis de México y sus sufragáneas las diócesis de:
- Diócesis de Tlaxcala-Puebla
- Diócesis de Antequera u Oaxaca
- Diócesis de Michoacán
- Diócesis de Guadalajara
- Diócesis de Yucatán
- Diócesis de Durango
- Diócesis de Linares
- Diócesis de Sonora[26]

La Real Ordenanza de Intendentes de Ejército y Provincia de Nueva-España de 1786 estableció respecto del vicepatronato real:

Artículo XIII. A excepcion de los Intendentes de México, Guadalaxara, Arispe, Mérida de Yucatan y Veracruz, todos los demas han de exercer en sus Provincias el Vice Patronato Real conforme á las Leyes, y en calidad de Subdelegados de los respectivos propietarios pero quedando reservadas á estos todas las presentaciones eclesiásticas, que como á tales Vice Patronos les correspondan, y tambien el absoluto exercicio de esta suprema regalía de mi Corona en los distritos de las Intendencias donde tienen sus fixas residencias: de modo que en el de la de México corresponderá al Virey, en el de la de Arispe al Comandante general de las Fronteras, en el de la de Guadalaxara al Presidente Regente de su Real Audiencia, y en la de la de Mérida y Provincia de Yucatan á su Gobernador Capitan general; pero en el territorio de la Intendencia de Veracruz, á que no se extiende la jurisdiccion de aquel Gobernador, corresponderá al Intendente de la Puebla el exercicio que ya le queda declarado para su propia Provincia, así como al dicho Gobernador, y al del Nuevo Reyno de Leon en los distritos de sus respectivos mandos con la misma calidad de Subdelegados del Vice Patrono propietario, (que en ambas partes lo es el Virey) y con la ya explicada reserva á su favor.